# محوطه آق داش
محوطه آق داش در شهرستان بوئین‌زهرا، بخش آوج، روستای سنگاوین واقع شده و این اثر در تاریخ ۲۵ اسفند ۱۳۸۰ با شمارهٔ ثبت ۵۶۰۶ به‌عنوان یکی از آثار ملی ایران به ثبت رسیده است.